# Burma az 1968. évi nyári olimpiai játékokon
Burma a mexikói Mexikóvárosban megrendezett 1968. évi nyári olimpiai játékok egyik részt vevő nemzete volt. Az országot az olimpián 2 sportágban 4 sportoló képviselte, akik érmet nem szereztek.

## Atlétika
Férfi
| Versenyző      | Versenyszám | Döntő   | Döntő    |
| Versenyző      | Versenyszám | Idő     | Helyezés |
| -------------- | ----------- | ------- | -------- |
| Thin Sumbwegam | Maraton     | 2:32:22 | 18.      |
| Hla Thein      | Maraton     | 2:54:03 | 47.      |

## Ökölvívás
| Versenyző  | Versenyszám | Selejtező         | 32-es főtábla          | Nyolcaddöntő                  | Negyeddöntő       | Elődöntő          | Döntő             | Helyezés |
| Versenyző  | Versenyszám | Ellenfél Eredmény | Ellenfél Eredmény      | Ellenfél Eredmény             | Ellenfél Eredmény | Ellenfél Eredmény | Ellenfél Eredmény | Helyezés |
| ---------- | ----------- | ----------------- | ---------------------- | ----------------------------- | ----------------- | ----------------- | ----------------- | -------- |
| Thet U Lai | Papírsúly   |                   | erőnyerő               | Hatha Karunaratne (CEY) · 0-5 | kiesett           | kiesett           | kiesett           | 9.       |
| Tin Tun    | Könnyűsúly  | erőnyerő          | Luis Minami (PER) · KO | kiesett                       | kiesett           | kiesett           | kiesett           | 17.      |